# Bukiew

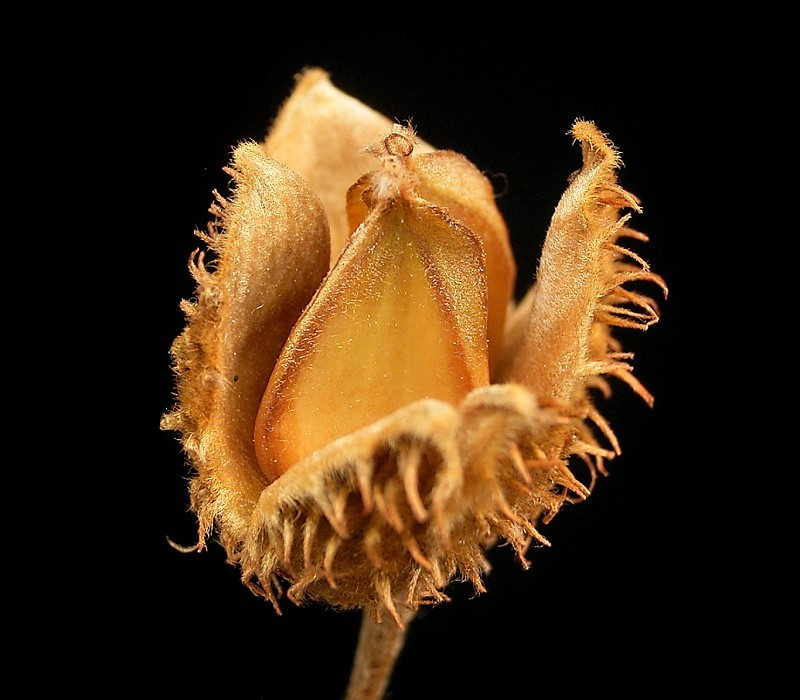
Owoc zbiorowy buka zwyczajnego

Bukiew – owoc roślin z rodzaju buk (Fagus). Trójgraniasty, brązowy orzeszek, pojedynczy lub zebrany po 2–3 w zdrewniałej okrywie (kupuli). Owoce wraz z okrywą tworzą owoc zbiorowy otwierający się (pękający) po dojrzeniu. Budowa i cechy owoców zbiorowych (trzonek, długość okrywy i budowa wyrostków) mają istotne znaczenie taksonomiczne dla identyfikacji gatunków w obrębie rodzaju. Owoce są jadalne i stanowią pożywienie wielu zwierząt, bywają też spożywane przez ludzi. Wyrabia się z nich olej jadalny i techniczny. Zbierane są i wykorzystywane jako materiał siewny do uprawy buka w gospodarce leśnej.

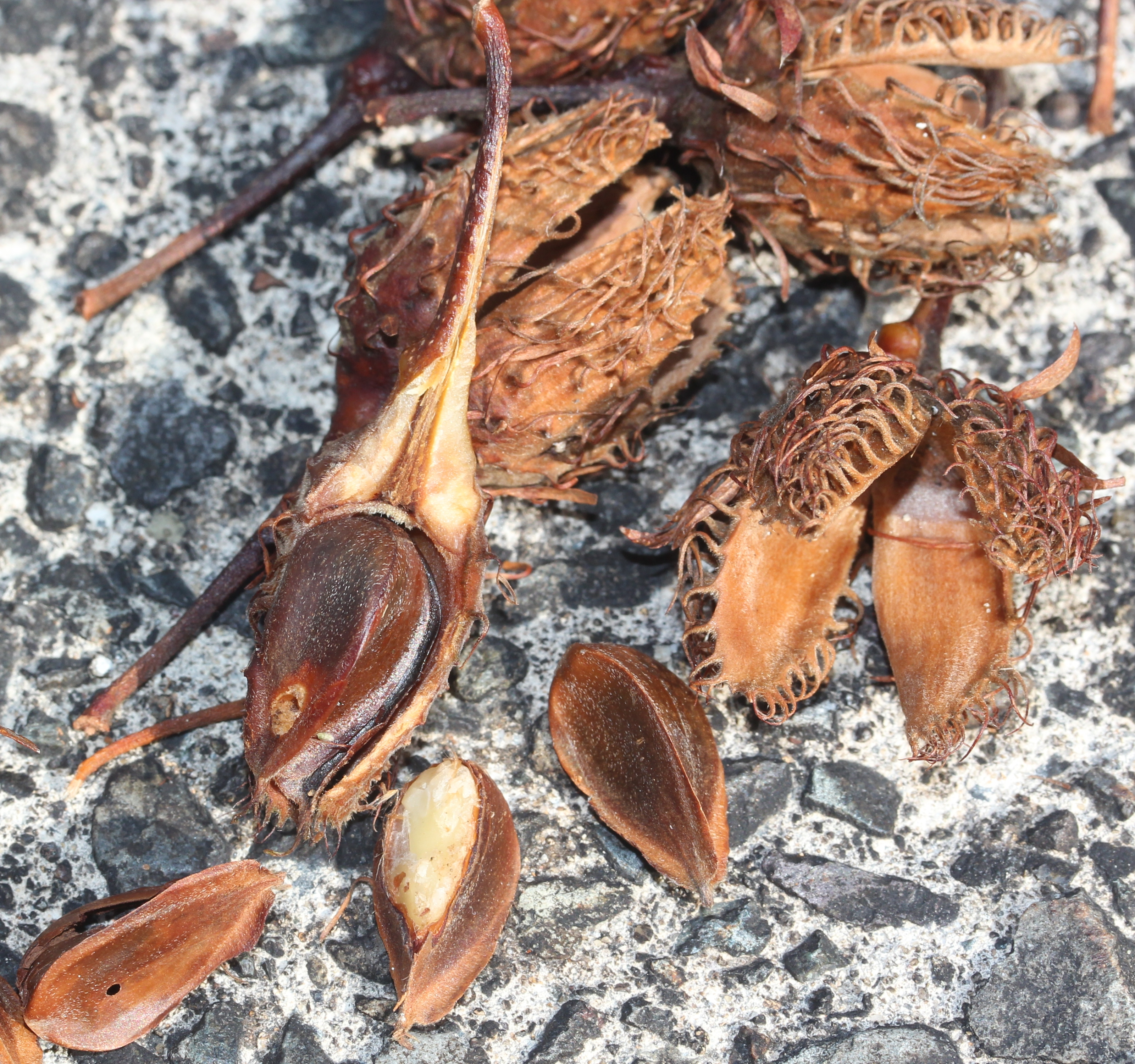
Owoce buka karbowanego

## Budowa
Owoce zbiorowe rozwijają się na grubych, sztywnych i krótkich trzonkach (do 2,5 cm długości), wyjątkowo trzonki bywają cienkie i długie (u gatunku buk Englera F. engleriana osiągają do 10 cm długości). Okrywy mają u większości gatunków od 1,5 do 2,5 cm długości, ale u buka japońskiego F. japonica i buka lśniącego F. lucida są krótkie – nie przekraczają 1 cm długości i nie zakrywają orzeszków. Od zewnątrz okrywy pokryte są mniej lub bardziej gęsto kolczastymi wyrostkami, które u niektórych gatunków (np. buk karbowany F. crenata i buk wschodni F. orientalis) są u nasady okrywy wąskolistkowate, a u buka japońskiego F. japonica i lśniącego F. lucida są trójkątne. Masa 1000 orzeszków u buka zwyczajnego wynosi 250 g.
Owoce buka są jednonasienne (rzadko dwunasienne) i bezbielmowe. 

## Rozwój
Nasiona buka zawiązują się powoli. W przypadku buka zwyczajnego od zapylenia do zapłodnienia zalążków mijają ok. trzy tygodnie. Potem początkowo powoli, z czasem coraz szybciej rozwijają się owoce, dojrzewając po ok. 4 miesiącach. Po dojrzeniu okrywy owocowe pękają i się rozchylają, a orzeszki wypadają. W nieregularnie występujących latach urodzajnych na 1 m² dna lasu bukowego spada od 200 do 600 orzeszków. W warunkach naturalnych bukiew spadając z drzew przemieszczana jest na niewielkie odległości przez wiatr. Istotne znaczenie dla jej rozprzestrzeniania mają zwierzęta (zoochoria): wiewiórkowate, myszowate, niektóre ptaki (np. sójka zwyczajna, zięba zwyczajna i gołąb grzywacz). Urodzaj bukwi jest bardzo nierównomierny w różnych latach – zdarzają się lata tzw. głuche lub bardzo urodzajne. Te ostatnie występują w odstępach od 2 do 21 lat, średnio co 9–10 lat, jednak wystarczający urodzaj dla skutecznego obsiewu i zaspokojenia potrzeb w zakresie nasiennictwa zdarza się co 3–4 lata.

## Choroby i szkodniki
Bukiew łatwo pleśnieje i dlatego przechowywana musi być odpowiednio podsuszona i w chłodni. Rozwija się na niej też grzybnia takich gatunków jak: płomienniczek owocolubny (też nazywany mięsichą bukową) Flammulaster carpophilus (syn. Naucoria carpphila) i rozszczepka pospolita Schizophyllum commune. Częstym i związanym z nasionami buka owadem jest pachówka bukwióweczka Laspeyresia fagiglandana z rodziny zwójkowatych. Jej gąsienice wyjadają nasiona i opuszczają orzeszek okrągłym otworem, zimując w ściółce.

## Skład, znaczenie i zastosowanie
Orzeszki zawierają dużo tłuszczów (40–52% w stanie podsuszonym) oraz ok. 8 do 29% białek, a poza tym także: węglowodany (ok. 1%), skrobię (0,8%), celulozę, kwas kumarowy, waniliowy, ferulowy, jabłkowy i cytrynowy, ok. 6% składników mineralnych i do 16% wody. Orzeszki są jadalne dla ludzi oraz wielu zwierząt (stanowią ulubione pożywienie dzików, karmiono nimi świnie). Można z nich wyrabiać olej jadalny i techniczny (tłoczony na zimno).

### Owoce jadalne i jako pasza

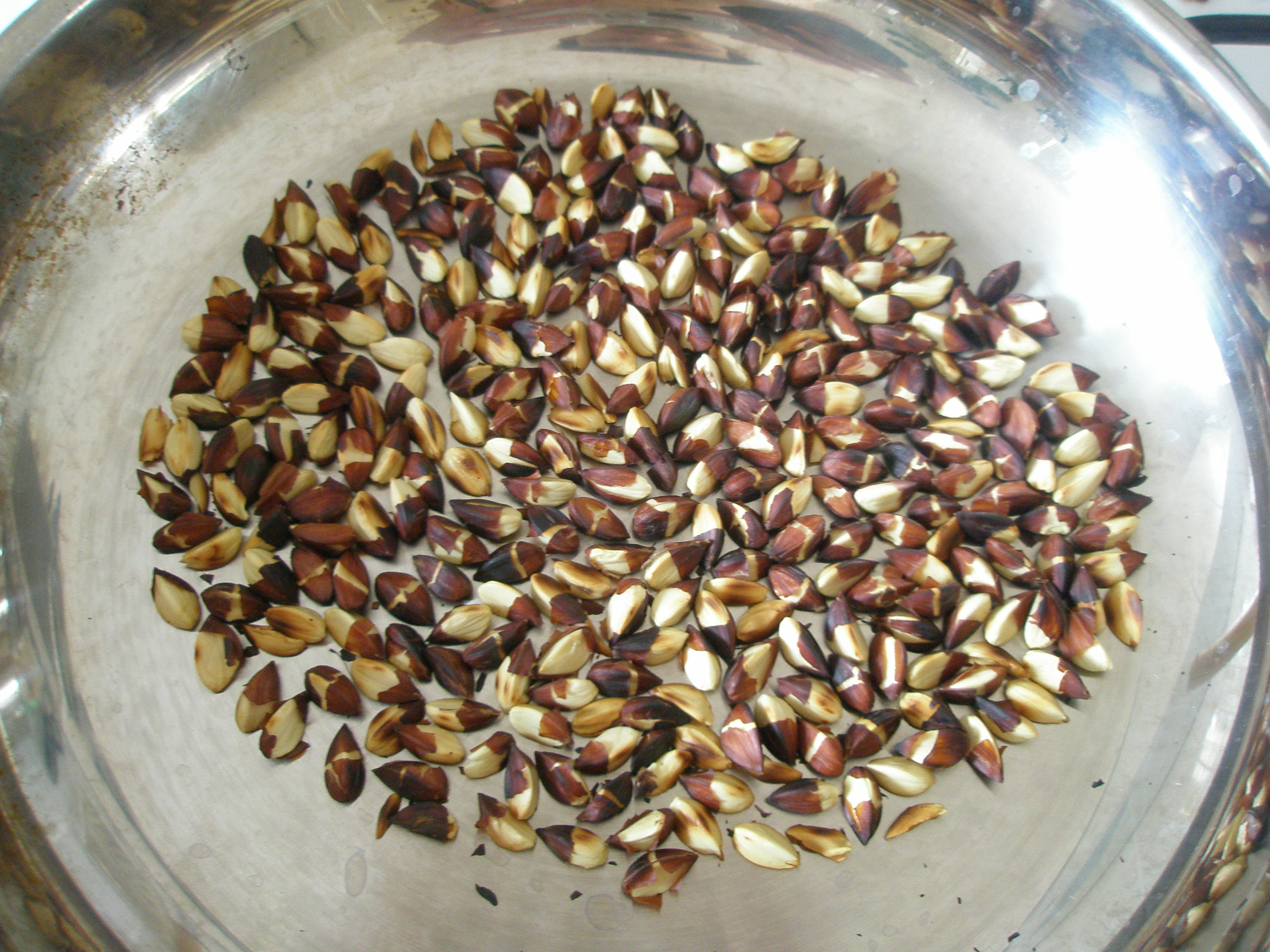
Prażone orzeszki bukowe

Bukiew, głównie dzięki wysokiej zawartości tłuszczów stanowi ważny składnik pożywienia wielu zwierząt, a w okresach niedostatku pożywienia – także ludzi. Orzeszki są jednak szkodliwe dla zdrowia człowieka w przypadku spożywania ich w dużych ilościach w stanie surowym, z uwagi na obecność szkodliwej faginy (olej z nich jest nieszkodliwy). Fagina w większych ilościach ma działanie halucynogenne i toksyczne. Przed spożyciem orzeszki należy wyprażyć (fagina szybko rozkłada się w wysokiej temperaturze). Olej z bukwi w Niemczech dodawano do sałatek i wyrabiano z niego margarynę. Olej ten jest jasny, ma przyjemny smak, nie ma zapachu i nie jełczeje podczas przechowywania. We Francji smażone orzeszki stanowiły surogat kawy. Orzeszki amerykańskiego buka wielkolistnego spożywane były przez Indian zarówno surowe, jak i suszone oraz duszone i tłuczone z innymi owocami. 
Bukiew była ceniona jako pasza dla świń, jest też chętnie zjadana przez dziki i ptaki oraz magazynowana przez myszy i wiewiórki, ale dla innych zwierząt nie jest zalecana i uważana jest za szkodliwą.

### Materiał siewny

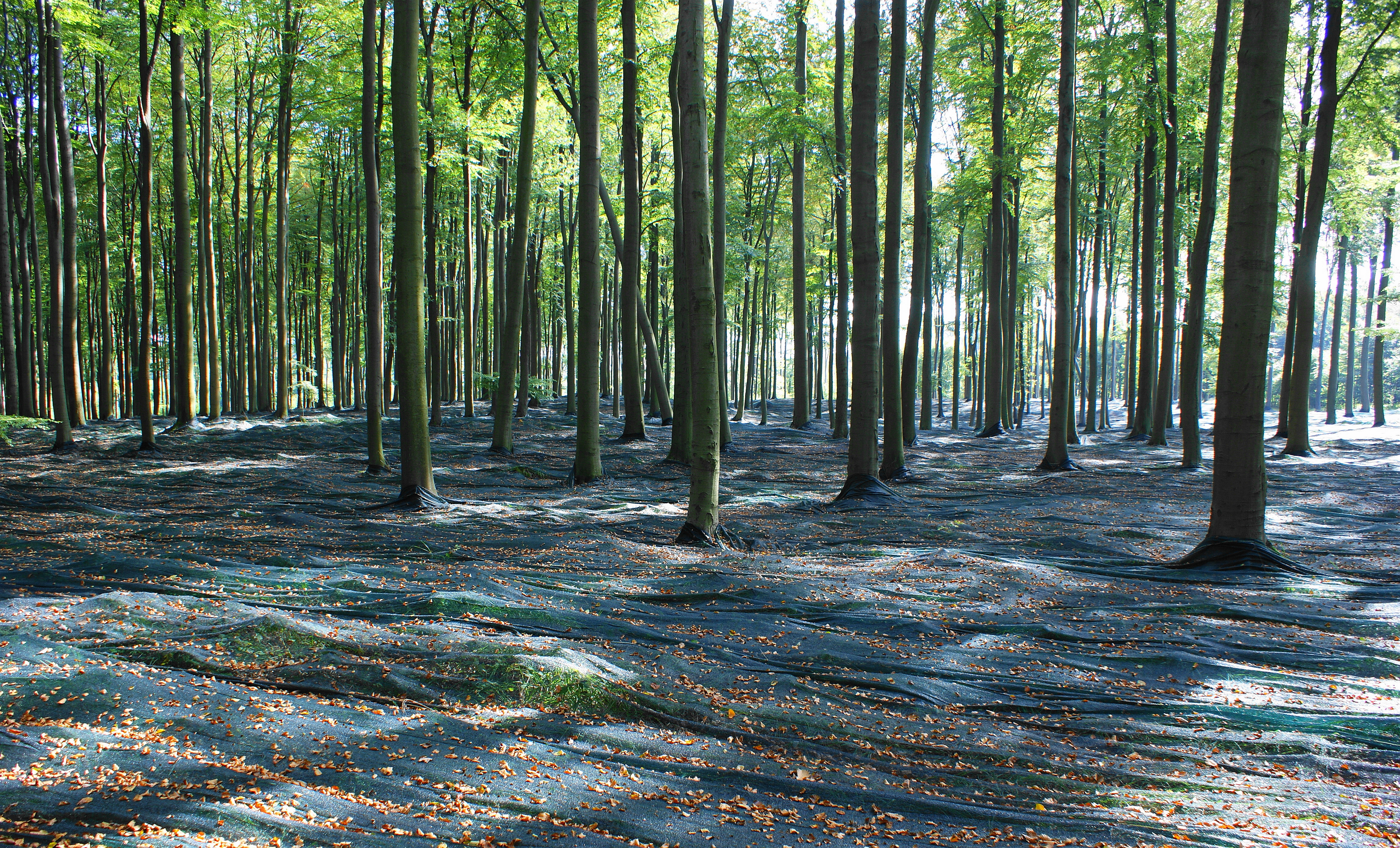
Zbiór owoców buka zwyczajnego w Puszczy Bukowej pod Szczecinem

Bukiew jako materiał nasienny zbierana jest po dojrzeniu jesienią (w Polsce owoce buka zwyczajnego zbiera się w październiku, kiedy najintensywniej opadają z drzew). Po zbiorze owoce rozkładane są cienką warstwą w celu podsuszenia. Wysiewa się je jesienią lub wiosną, przykrywając warstwą ziemi grubości 2–3 cm. Stosuje się według zasad hodowli lasu 5 kg, a wg innych źródeł i ok. 6 kg orzeszków w celu obsiania 1 ara, co pozwala na uzyskanie z takiej powierzchni 8 tys. do ponad 12 tysięcy siewek. Dla zabezpieczenia owoców o odpowiednich cechach (pochodzących z wartościowych pod względem genetycznym i produkcyjnym drzew) wyznacza się w lasach bukowych drzewostany nasienne. Orzeszki buka zbiera się ręcznie, zmiata lub zgrabia, ewentualnie zbiera z rozkładanych pod drzewami folii lub siatek.